# NHK 사세보 지국

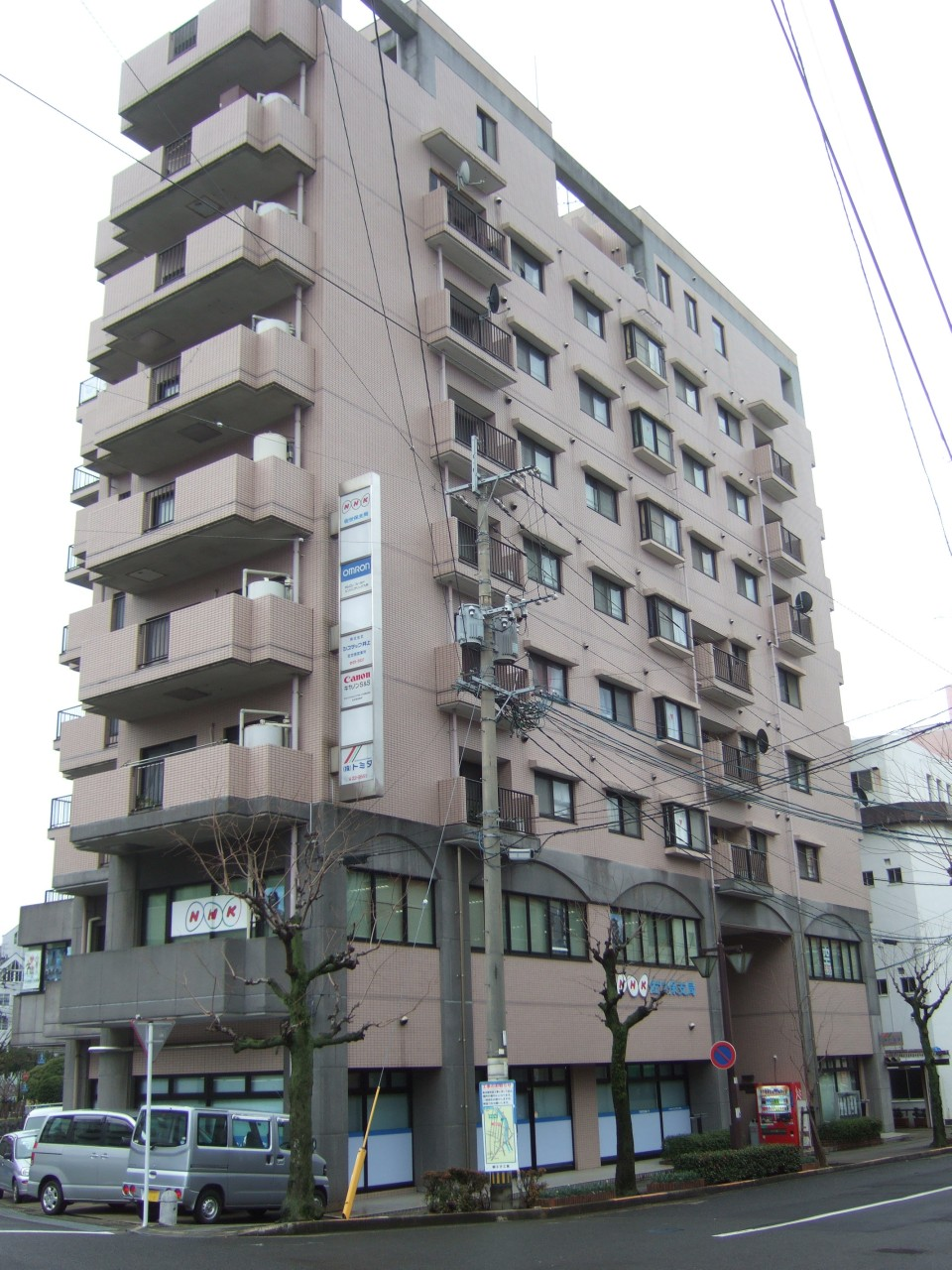
NHK 사세보 지국에서 원래 쓰던 빌딩 전경（2010년 2월 당시 배경)

NHK 사세보 지국(일본어: NHK佐世保支局)은 나가사키현 북부 영업을 담당하는 NHK 나가사키 방송국의 지국이다.수신료 수납 업무등을 맡고 있다.

## 채널 및 주파수
- 라디오 제1방송　981kHz　(구 JOAT→JOAQ→현재는 호출 부호 없음)　1kW
- 라디오 제2방송　1512kHz　(구 JOAY→JOAZ→현재는 호출 부호 없음)　500W
- FM방송　86.0MHz　250W
- 종합 텔레비전　42ch 1kW
- 교육 텔레비전　40ch 1kW

## 보충 서술
- 교육 텔레비전과 라디오 제2방송에 할당되었던 콜사인「JOAZ」는 1995년 2월 15일부터 3월 31일까지 한신·아와지 대지진 대책전문 라디오 방송국 FM796피닉스에서 잠시 사용했다.
- 1980년대 무렵부터 일부 지역에서는 여름에 스포라딕 E 계층 등의 영향으로 사세보 종합 텔레비전(아날로그 8ch)과 채널 주파수 대역이 가까운 한국 KBS 텔레비전에서 송출하는 전파가 간섭을 일으켰다고 하며[1] NHK에서 24시간 방송을 실시하지 않은 경우에는 NHK 완전 정파 이후 KBS의 영상이 선명하게 비치는 경우도 있었다.